# مارتین اولسن (ورزشکار)
مارتین اولسن (انگلیسی: Martin Olsen; ۱۳ ژانویهٔ ۱۹۲۰ – ۳۰ مارس ۱۹۷۹) بازیکن فوتبال اهل نروژ بود.
از باشگاه‌هایی که در آن بازی کرده‌است می‌توان به باشگاه فوتبال لین اشاره کرد.